# Hypsilurus magnus
Hypsilurus magnus är en ödleart som beskrevs av  Ulrich Manthey och DENZER 2006. Hypsilurus magnus ingår i släktet Hypsilurus och familjen agamer. Inga underarter finns listade i Catalogue of Life.